# Condado de Berkeley (Carolina del Sur)
El condado de Berkeley (en inglés: Berkeley County, South Carolina), fundado en 1682, es uno de los 46 condados del estado estadounidense de Carolina del Sur. En el año 2000 tenía una población de 142 651 habitantes con una densidad poblacional de 50 personas por km². La sede del condado es Moncks Corner.

## Geografía
Según la Oficina del Censo, el condado tiene un área total de 3181 km² (1228,2 mi²), de la cual 2844 km² (1098,1 mi²) es tierra y 337 km² (130,1 mi²) es agua.

### Condados adyacentes
- Condado de Georgetown noreste
- Condado de Williamsburg noreste
- Condado de Charleston sur
- Condado de Dorchester oeste
- Condado de Orangeburg noroeste
- Condado de Clarendon noroeste

## Demografía
En el 2000 la renta per cápita promedia del condado era de $39 908, y el ingreso promedio para una familia era de $44 242. El ingreso per cápita para el condado era de $16 879. En 2000 los hombres tenían un ingreso per cápita de $31 583 contra $22 420 para las mujeres. Alrededor del 11.80% de la población estaba bajo el umbral de pobreza nacional.

## Lugares

### Ciudades y pueblos
- Bonneau
- Bonneau Beach
- Charleston
- Cross
- Goose Creek
- Gumville
- Hanahan
- Huger
- Jamestown
- Ladson
- Moncks Corner
- Pinopolis
- Russellville
- Sangaree
- St. Stephen
- Summerville